# Charles V. Hamilton
Charles Vernon Hamilton (* 19. Oktober 1929 in Muskogee, Oklahoma; † 18. November 2023 in Chicago, Illinois) war ein US-amerikanischer Politikwissenschaftler und Bürgerrechtler. Er war W. S. Sayre-Professor für Staats- und Politikwissenschaften an der Columbia University.

## Leben
Hamilton schloss sein Studium an der Roosevelt University 1951 ab und ging für sein Master-Studium 1957 an die University of Chicago. Er arbeitete ab 1958 am Tuskegee Institute, jedoch wurde 1960 sein Vertrag aufgelöst und er ging zurück an die University of Chicago. Dort wurde er 1964 promoviert. Er hatte Stellen an der Rutgers University, Lincoln University (Pennsylvania) und der Roosevelt University, bevor er 1969 an die Columbia University kam.
1969 legte sein mit Stokely Carmichael verfasstes Buch Black Power: The Politics of Liberation die theoretische Grundlage für die Black-Power-Bewegung in den USA. 1993 wurde Hamilton in die American Academy of Arts and Sciences aufgenommen.